# Paul Due
Paul Due (Oslo, 19 maggio 1889 – Oslo, 6 luglio 1972) è stato un calciatore norvegese, di ruolo difensore.

## Carriera

### Club
Due vestì la maglia del Lyn Oslo.

### Nazionale
Conta una presenza per la Norvegia. Esordì il 23 giugno 1912, nella sconfitta per 0-6 contro l'Ungheria. Partecipò ai Giochi della V Olimpiade con la sua Nazionale.